# Girlicious
Girlicious este o formație muzicală americană, compusă din Nichole Cordova, Chrystina Sayers, Natalie Mejia și Tiffanie Anderson. Grupul a fost format în cadrul celui de-al doilea sezon al spectacolului televizat The Pussycat Dolls Present:.
Discul single de debut, „Like Me” a debutat pe locul 4 în Canadian Hot 100 și pe locul 3 în clasamentul celor mai bine vândute piese în format digital din Canada. După doar o zi de la lansarea cântecului, a fost promovat și „Stupid Shit”, acesta ocupând poziții de top 20 în Bulgaria și Canada. Materialul discografic de debut, intitulat Girlicious, a fost lansat doar în Canada, unde a obținut locul 2 și a câștigat un disc de platină pentru cele aproximativ 80.000 de exemplare comercializate. De pe disc a mai fost promovată piesa „Baby Doll”, care a înregistrat clasări mediocre în topurile de specialitate.

## Cariera muzicală

### 2008 — 2009: Debutul muzical și materialul «Girlicious»
La începutul anului 2008, odată cu încheierea celui de-al doilea sezon al spectacolului The Pussycat Dolls Present:, noul grup muzical intitulat „Girlicious” a fost format. Acesta le cuprindea pe Nichole Cordova, Chrystina Sayers, Natalie Mejia și Tiffanie Anderson, cele patru câștigătoare ale emisiunii.
Discul single de debut al formației, „Like Me”, a fost lansat la finele lunii mai a anului 2008. Acesta a debutat pe locul 4 în Canadian Hot 100 și pe treapta cu numărul 3 în clasamentul celor mai bine vândute piese în format digital din Canada. De asemenea, cântecul a obținut clasări de top 100 în Billboard Pop 100 și în Billboard Hot Digital Songs. Un al doilea single, „Stupid Shit”, a fost lansat pe data de 23 mai 2008, ajungând până pe locul 20 în Canadian Hot 100. De asemenea, cântecul este prima lansare a grupului ce intră în topurile europene, câștigând locul 11 în Bulgaria.

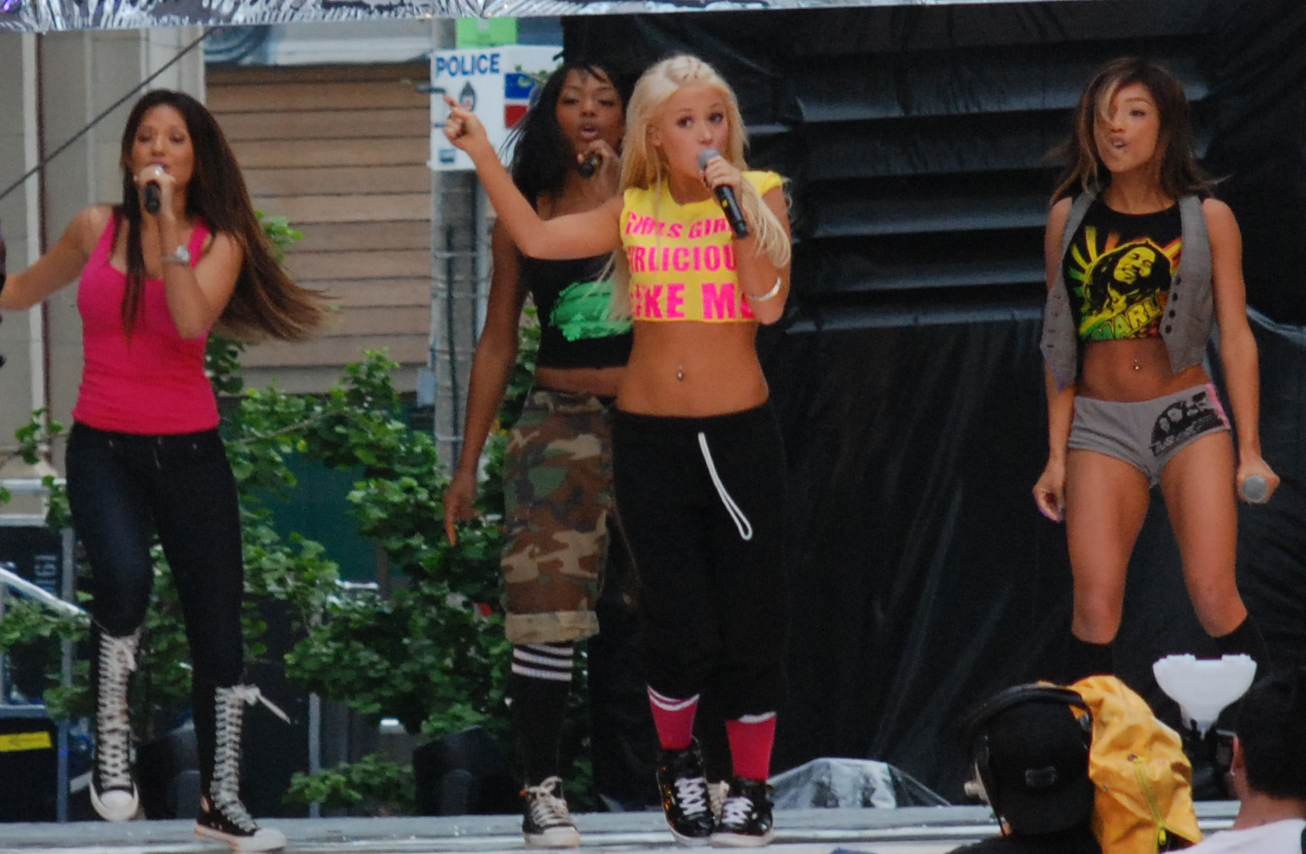
Girlicious în timpul unui concert susţinut în vara anului 2008.

Materialul de debut, intitulat Girlicious, a primit atât recenzii favorabile, cât și critici. Allmusic oferă discului trei puncte și jumătate dintr-un total de cinci, afirmând faptul că „albumul este unul destul de bun. Cântece precum «Baby Doll» sau «Like Me» ajută această lansare să fie pregătită atât pentru spațiul de dans cât și pentru difuzările radio, de asemenea, aparițiile lui Sean Kingston și Flo Rida ajută la realizarea unor cântece precum «Liar Liar» sau «Still in Love»”. Slant Magazine oferă materialului două puncte și jumătate dintr-un total de cinci, susținând faptul că „toată lumea poate fi iertată pentru faptul că nu se aștepta la prea mult de la albumul de debut Girlicous”. Discul a fost lansat doar în Canada, alături de discul single „Baby Doll”. Girlicious a debutat pe locul 2 în topul albumelor din Canada, primind discul de platină pentru vânzări de peste 80.000 de exemplare.
Cel de-al treilea extras pe single, „Baby Doll”, a înregistrat clasări mediocre, în ciuda faptului că a beneficiat de un videoclip și de o campanie de promovare. De pe album au mai primit atenție cântecele „Liar Liar” și „Still in Love”, ambele intrând în casamentul Canadian Hot 100, datorită numărului semnificativ de descărcări digitale.

### 2009 — prezent: Cel de-al doilea album și despărțirea de Anderson
În luna iunie a anului 2009, Girlicious au declarat faptul că Tiffanie Anderson nu mai face parte din componența grupului muzical. Toate fotografiile ce o conțineau pe Anderson de pe pagina oficială de My Space a formației au fost îndepărtate. Robin Antin susține faptul că cele trei lucrează la un nou material discografic de studio, fără Tiffanie, acest material fiind destinat și Statelor Unite ale Americii. Cu toate acestea, pe website-ul oficial al grupului cât și pe cel al casei de discuri Interscope Records, nu a fost postată nicio astfel de știre. Primul extras pe single în această formulă, „Over You”, a fost lansat în prima parte a anului 2010, el fiind distribuit doar în Canada, unde a debutat pe treapta cu numărul 52.

## Discografie

### Albume
| Anul             | Informații | Clasări | Clasări | Referințe |
| Anul             | Informații | S.U.A.  | CAN     | Referințe |
| ---------------- | --- | ------- | ------- | --------- |
| Albume de studio | |         |         |           |
| 2005             | Girlicious - Primul album de studio - Lansat doar în Canada. - Lansat: 12 august 2008 - Vânzări: +80.000 (Canada) | —       | 2       | [ 5 ]     |

### EP-uri
- Like Me / Stupid S*** (2008)

### Discuri single
| An                                 | Titlu           | Poziția maximă | Poziția maximă | Poziția maximă | Poziția maximă | Poziția maximă | Poziția maximă | Album      |
| An                                 | Titlu           | S.U.A.         | S.U.A. Pop     | CAN            | CAN Digital    | BULG           | ROM            | Album      |
| ---------------------------------- | --------------- | -------------- | -------------- | -------------- | -------------- | -------------- | -------------- | ---------- |
| 2008                               | „Like Me”       | 102            | 70             | 4              | 3              | —              | —              | Girlicious |
| 2008                               | „Stupid Shit”   | —              | —              | 20             | 11             | 11             | —              | Girlicious |
| 2008                               | „Baby Doll”     | —              | —              | 55             | 59             | —              | —              | Girlicious |
| 2010                               | „Over You”      | —              | —              | 52             | —              | —              | —              | —          |
| Alte cântece intrate în clasamente |                 |                |                |                |                |                |                |            |
| 2008                               | „Liar Liar”     | —              | —              | 43             | 25             | —              | —              | Girlicious |
| 2008                               | „Still In Love” | —              | —              | 99             | 75             | —              | —              | Girlicious |

## Videoclipuri
| An   | Cântec        | Regizor        | Referință |
| ---- | ------------- | -------------- | --------- |
| 2008 | „Like Me”     | Steve Antin    | [ 21 ]    |
| 2008 | „Stupid Shit” | Mikey Minden   | [ 22 ]    |
| 2008 | „Baby Doll”   | Matt McDermitt | [ 23 ]    |